# Coranzulí
Coranzulí est une ville argentine située dans le département de Susques, province de Jujuy.

## Recensement
Elle compte 412 habitants (Indec, 2001), ce qui représente une augmentation de 27 % par rapport aux 324 habitants (Indec, 1991) du recensement précédent.

## Lieux d'intérêt touristique
- Geysers de Coranzulí.

## Sismicité
La sismicité de la province de Jujuy est fréquente et de faible intensité, avec un silence sismique de séismes moyens à intenses tous les 40 ans.
- Séisme de 1863 : bien que ce type d'activité géologique catastrophique se produise depuis la préhistoire, le séisme du 4 janvier 1863 (il y a 159 ans)[2], a marqué une étape importante dans l'histoire des événements sismiques à Jujuy, de 6,4 sur l'échelle de Richter. Mais rien n'a été changé par des soins extrêmes et/ou des codes de construction restreints[1]
- Séisme de 1948 : le 25 août 1848 (il y a 173 ans) de 7,0 sur l'échelle de Richter, qui a détruit des bâtiments et ouvert de nombreuses fissures sur d'immenses surfaces[2].
- Séisme de 2009 : le 6 novembre 2009, de 5,6 sur l'échelle de Richter.